# Гриппор
Гриппо́р (фр. Gripport) — коммуна во французском департаменте Мёрт и Мозель, региона Лотарингия. Относится к  кантону Аруэ.

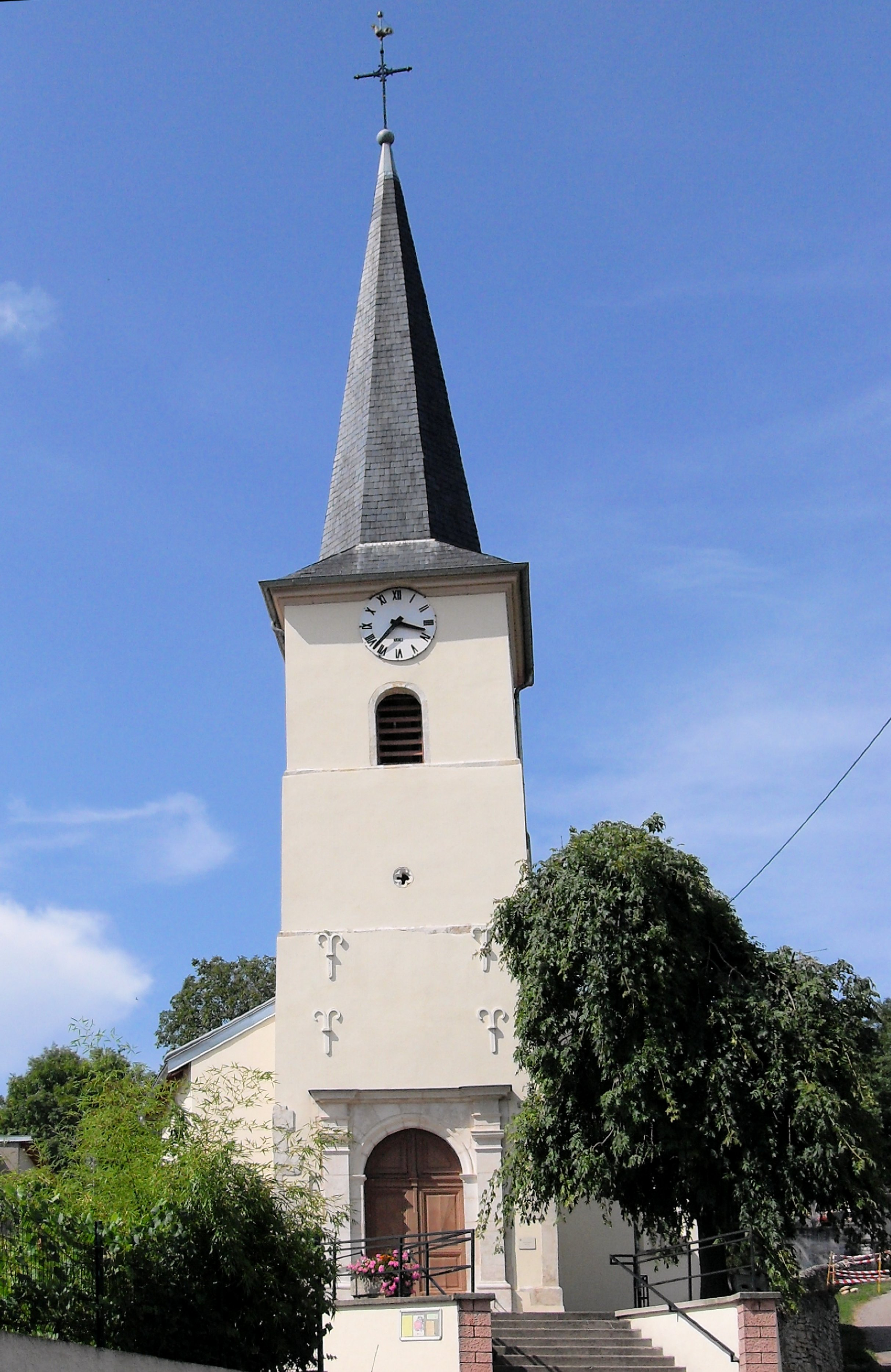
Церковь Сен-Леонар.

## География
Гриппор является первой коммуной Мёрт и Мозеля на левом берегу реки Мозель после того, как Мозель вытекает из Вогезов.
Соседние коммуны: Лебёвиль и Лемениль-Митри на севере, Бенвиль-о-Мируар на северо-востоке, Шамань на востоке, Сокур на юге, Жермонвиль на юго-западе.

## Демография
Население коммуны на 2010 год составляло 251 человек.
| 1962 | 1968 | 1975 | 1982 | 1990 | 1999 | 2010 |
| ---- | ---- | ---- | ---- | ---- | ---- | ---- |
| 305  | 304  | 262  | 253  | 246  | 217  | 251  |